# Phuttharaksa Neegree
Phuttharaksa Neegree, född 25 februari 1974, är en thailändsk roddare.
Neegree tävlade i singelsculler för Thailand vid olympiska sommarspelen 2000 i Sydney. Vid olympiska sommarspelen 2004 i Aten slutade hon på 22:a plats i singelsculler.
Vid olympiska sommarspelen 2012 i London slutade Neegree på 17:e plats i singelsculler. Vid olympiska sommarspelen 2016 i Rio de Janeiro slutade hon på 27:e plats i singelsculler.